# Jacques Ellul

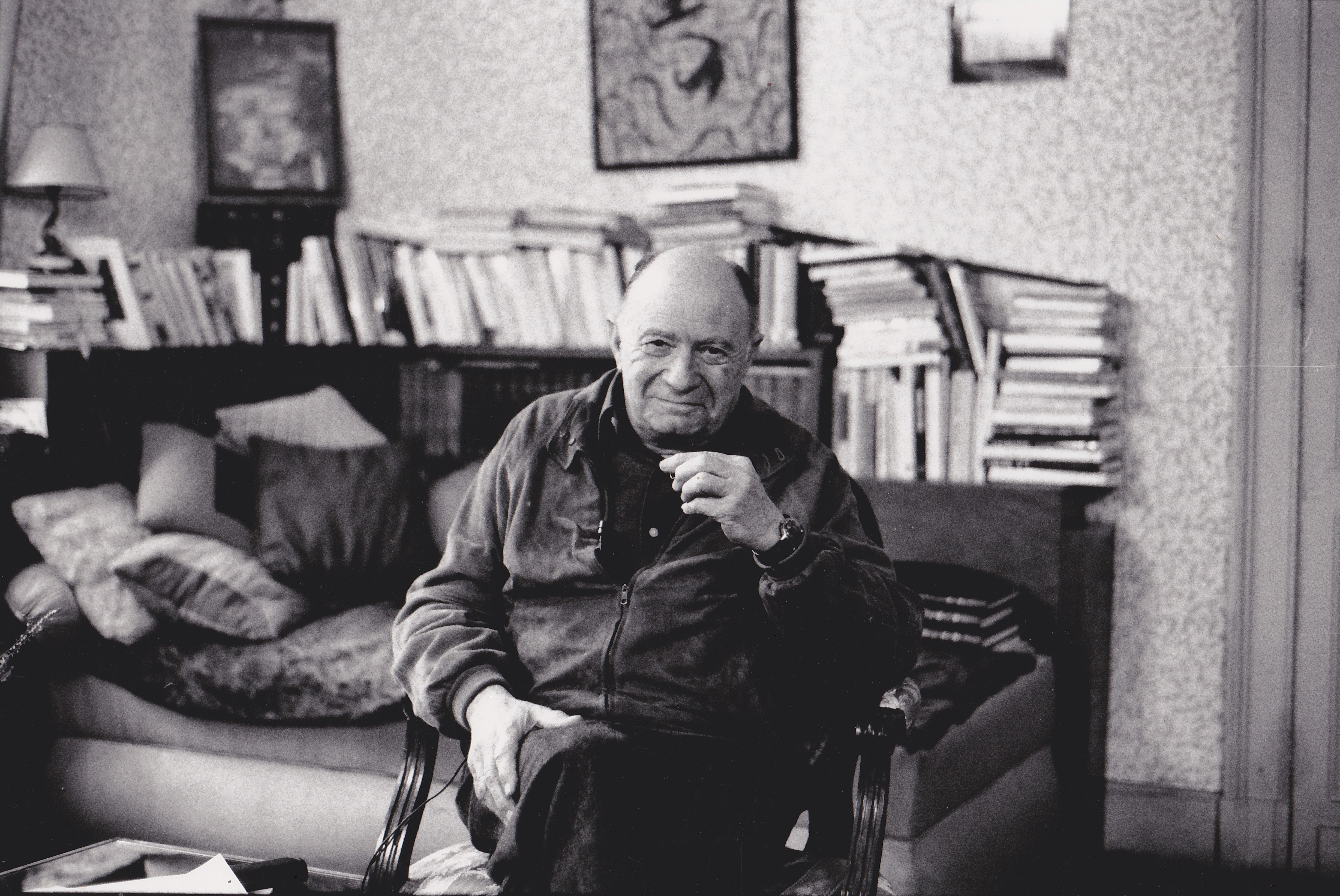
Jacques Ellul (1990)

Jacques Ellul (* 6. Januar 1912 in Bordeaux; † 19. Mai 1994 ebenda) war ein französischer Soziologe und Theologe. Er wurde als Kritiker der Technisierung der Gesellschaft bekannt. Seine bekannteste Publikation ist der Klassiker der politischen Soziologie und Propagandatheorie Propagandes.

## Leben
Ellul, Sohn einer protestantischen Mutter und eines ursprünglich griechisch-orthodoxen Vaters, wuchs in Bordeaux auf und begann dort ein Studium der Rechtswissenschaft, das er 1936 mit der Promotion abschloss. Anschließend war er Dozent an den Universitäten Montpellier,  Straßburg und Clermont-Ferrand. 1940 wurde er vom Vichy-Regime entlassen und zog sich in das Dorf Martres zurück, wo er seine Familie durch Landwirtschaft ernährte. Zugleich stellte er 1943 seine Habilitation für Römisches Recht fertig. Ellul war in der Résistance aktiv und rettete Juden vor der Deportation. 1944 auf einen Lehrstuhl an der Universität Bordeaux berufen, amtierte er dort auch bis April 1945 als Mitglied der provisorischen Stadtverwaltung. Dann aber konzentrierte er sich auf die Tätigkeit als Professor, die 1980 mit der Emeritierung endete.
Ellul hatte 1930 ein Bekehrungserlebnis und beschäftigte sich seitdem intensiv mit Theologie, besonders mit Karl Barth und Søren Kierkegaard. In zahlreichen Veröffentlichungen behandelte er biblische Bücher und Fragen der gegenwärtigen Kirche. Von 1956 bis 1971 gehörte er dem Nationalrat der Reformierten Kirche von Frankreich an. Daneben war er in der ökumenischen Bewegung aktiv.

## Lehren
In The Technological Society versucht Ellul zu zeigen, dass die Technik nicht wissenschaftlichen, sondern religiösen Ursprungs sei. Das Werk, das sich kritisch mit der Beziehung zwischen Mensch und Technik auseinandersetzt, wurde 10 Jahre nach seiner Veröffentlichung auf Empfehlung Aldous Huxleys ins Englische übersetzt.
In The Humiliation of the Word weist er nach, wie durch die Industrialisierung und die Technisierung unserer Gesellschaft die Fähigkeit im modernen Menschen schwindet, dem (gesprochenen) Wort die Bedeutung, die es einst gehabt hat, abzugewinnen. Er stellt dem Wort das Bild gegenüber. Das Wort als sprachliche Aussage ist polarisiert: Entweder ist eine Aussage wahr, oder sie ist eine Lüge, also falsch. Dieses Kriterium kann das Bild nicht leisten: Es zeigt nicht Kategorien wie wahr/falsch, sondern präsentiert kommentarlos eine Realität.

## Ehrung
Während der Schoah rettete Ellul Menschen, die als Juden verfolgt wurden, wofür er 1981 von Yad Vashem als Gerechter unter den Völkern ausgezeichnet wurde. Er ist damit einer von 43 im Département Gironde und einer von 3654 Menschen mit dieser Auszeichnung in Frankreich.

## Werke (Auswahl)
- Le Fondement théologique du droit, Delachaux et Niestlé, Neuchâtel 1946
  - in Deutsch: Die theologische Begründung des Rechtes. Hrsg. von Otto Weber. Kaiser, München 1948
- Histoire des institutions, P.U.F., Paris 1952–1956
- La technique ou l’enjeu du siècle. Armand Colin, Paris 1954. Neuausgabe: Économica, Paris 1990
  - in Englisch: The Technological Society. Knopf, New York 1964; Taschenbuch ISBN 0-394-70390-1.
- Présence au monde moderne. Roullet, Genf 1948
  - in Deutsch: Leben als moderner Mensch. Übersetzt von Barbara Marx. Zwingli, Zürich 1958
- Propagandes. 1962. Neuaufl. Économica, Paris 1990
  - in Englisch: Propaganda. The formation of men’s attitudes. New York 1965. Neuaufl. Random House, ISBN 0-394-71874-7
  - in Deutsch: Propaganda. Wie die öffentliche Meinung entsteht und geformt wird. Übersetzung Christian Driesen. Westend Verlag 2021, ISBN 3-86489-327-5
- Métamorphose du bourgeois. Calmann-Lévy, Paris 1967
- De la révolution aux révoltes. Calmann-Lévy, Paris 1972
  - in Deutsch: Von der Revolution zur Revolte. Hrsg. von Kurt Sontheimer. Hoffmann & Campe, Hamburg 1974, ISBN 3-455-09115-6
- L’Apocalypse. Une architecture en mouvement. Desclée de Brouwer, Paris 1975
  - in Deutsch: Apokalypse: Die Offenbarung des Johannes. Enthüllung der Wirklichkeit. Übersetzt von Jörg Meuth. Neukirchener, Neukirchen-Vluyn 1981, ISBN 3-7887-0628-7
- Trahison de l’Occident. Calmann-Lévy, Paris 1975
  - in Deutsch: Verrat am Abendland. Geist und Ungeist im Widerstreit. Hrsg. von Franz von Joachim. Seewald, Stuttgart 1978, ISBN 3-512-00510-1
- Le Système technicien. Calmann-Lévy, Paris 1977
- La parole humiliée. Seuil, Paris 1981
  - in Englisch: The humiliation of the word. Eerdmans, Grand Rapids 1985
- Le bluff technologique. Hachette, Paris 1988, Taschenbuch ebd. 2004, ISBN 2-01-279211-1
  - in Englisch: The technological Bluff. Eerdmans, Grand Rapids 1990, ISBN 0-8028-0960-X
- "Si tu es le fils de Dieu." Souffrances et tentations de Jésus. Le Centurion, Paris 1991
  - in Deutsch: „Wenn du Gottes Sohn bist …“ Leiden und Versuchungen Jesu. Übersetzt von Jörg Meuth. R. Brockhaus, Wuppertal 1991, ISBN 3-417-12480-8
- La pensée marxiste. La Table ronde, Paris 2003, ISBN 2-7103-2574-8